# 주다카르 퀘벡 정부 대표부
주다카르 퀘벡 정부 대표부(프랑스어: Délégation générale du Québec à Dakar, 영어: Quebec Government Office in Dakar) 또는 주세네갈 퀘벡 정부 대표부는 세네갈 다카르에 위치한 퀘벡 정부 대표부이다. 2016년에 정식 개관했으며 총대표부 지위를 갖고 있다. 이 공관은 세네갈, 베냉, 부르키나파소, 카보베르데, 카메룬, 가봉, 감비아, 기니, 기니비사우, 말리, 니제르, 토고를 관할한다.
주다카르 퀘벡 정부 대표부는 문화, 예술, 교육 분야에서 캐나다 퀘벡주와 세네갈의 개인·기관과의 교류를 주선하며 퀘벡주와 세네갈 간의 경제, 문화, 교육, 관광, 투자 활성화에 기여한다. 대표부는 세네갈에서 사업을 원하는 퀘벡주의 기업들과의 연락을 제공하고 세네갈의 경제 환경과 최신 동향을 전달하는 역할을 수행한다. 그 외에 세네갈에서 상호 협력, 파트너 관계를 맺기 원하는 퀘벡주의 정부 부처, 관련 기관 및 단체를 지원하고 프랑코포니와의 협력 관계를 구축하는 역할을 수행한다.

## 같이 보기
- 퀘벡 정부 대표부